# 常陸村田駅
常陸村田駅（ひたちむらたえき）は、茨城県那珂郡静村大字下村田（現在の常陸大宮市）にあった鉄道省水郡線の駅（廃駅）である。

## 歴史
- 1935年（昭和10年）9月1日 - ガソリン動車専用駅として開設。旅客のみ取り扱い[1]。
- 1944年（昭和19年）11月11日 - 前日限りで運輸営業休止[2]。

## 隣の駅
鉄道省
水郡線
静駅 - 常陸村田駅 - 常陸大宮駅